# حبيب نصيف
حبيب مهدي نصيف (21 يناير 1983) لاعب كرة قدم بحريني يلعب حاليا لصالح نادي الدرجة الأولى الحد البحريني في مركز قلب الدفاع من 2011.

## الإنجازات

### الأهلي
- الدرجة الأولى (1): 2010

### الحد
- الدرجة الأولى (1): 2016
- كأس ملك البحرين (1): 2015